# Hospital Santa Maria Maior

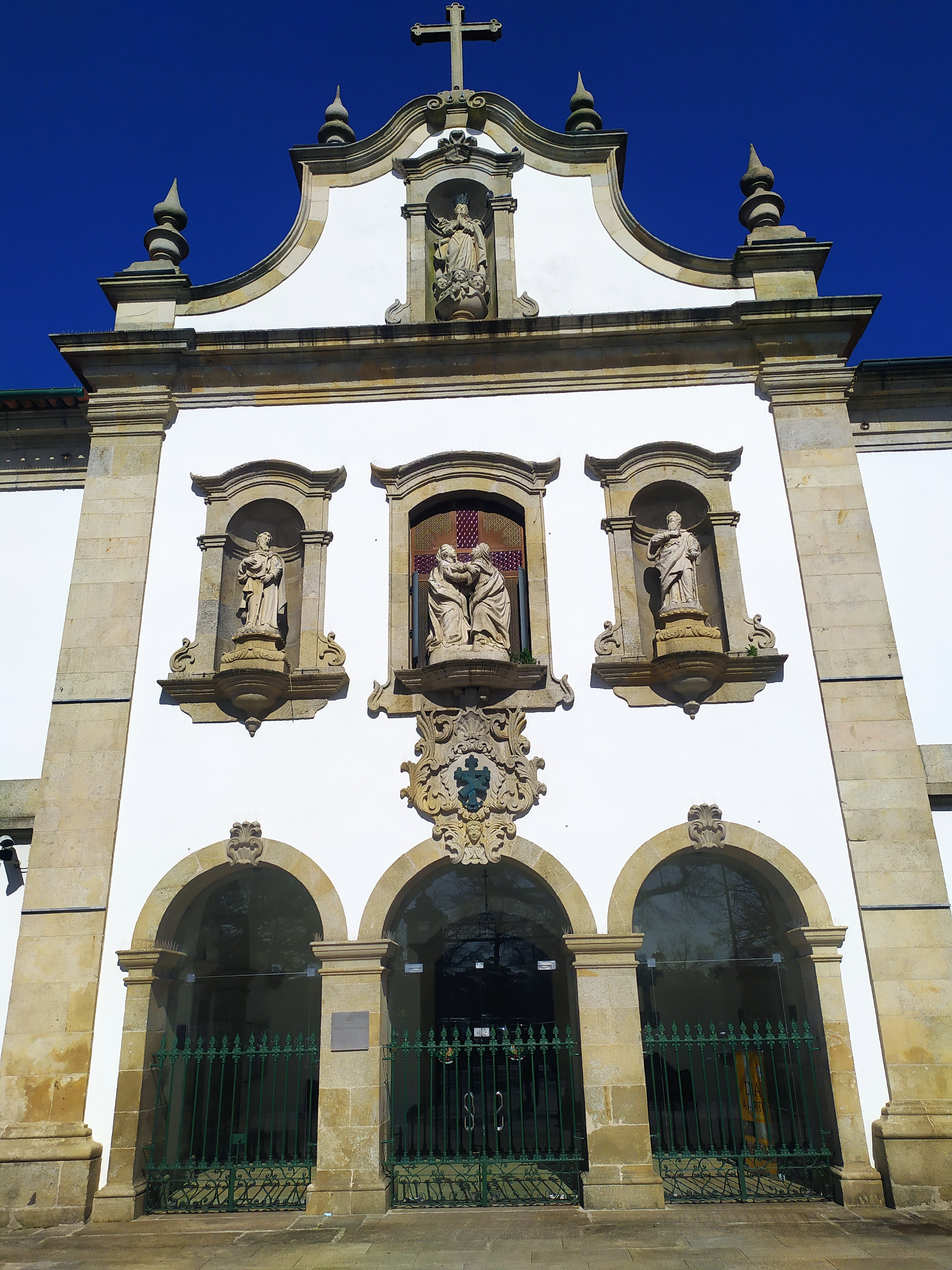
Fachada principal

O Hospital Santa Maria Maior é um hospital público do Serviço Nacional de Saúde situado em Barcelos, Portugal. Faz parte da Unidade Local de Saúde de Barcelos/Esposende, que serve cerca de 150 000 utentes nos municípios de Barcelos e Esposende. A instituição hospitalar foi fundada em 1356.